# 9947 Takaishuji

9947 Takaishuji

9947 Takaishuji eller 1990 QB är en asteroid i huvudbältet som upptäcktes 17 augusti 1990 av den amerikanske astronomen Eleanor F. Helin vid Palomar-observatoriet. Den är uppkallad efter läraren Shuji Takai.
Asteroiden har en diameter på ungefär 3 kilometer och den tillhör asteroidgruppen Phocaea.